# Lista di asteroidi (685001-686000)
Di seguito una lista di asteroidi dal numero 685001  al 686000 con data di scoperta e scopritore.

## 685001–685100
| Nome   | Designazione provvisoria | Data di scoperta  | Scopritore                |
| ------ | ------------------------ | ----------------- | ------------------------- |
| 685001 | 2009 BD204               | 16 gennaio 2009   | Mount Lemmon Survey       |
| 685002 | 2009 BU204               | 26 agosto 2011    | Spacewatch                |
| 685003 | 2009 BV204               | 26 gennaio 2009   | Mount Lemmon Survey       |
| 685004 | 2009 BM205               | 31 gennaio 2009   | Spacewatch                |
| 685005 | 2009 BR205               | 25 gennaio 2009   | Spacewatch                |
| 685006 | 2009 BF208               | 18 gennaio 2009   | Mount Lemmon Survey       |
| 685007 | 2009 BK208               | 29 gennaio 2009   | Mount Lemmon Survey       |
| 685008 | 2009 BG209               | 20 gennaio 2009   | Spacewatch                |
| 685009 | 2009 BJ211               | 20 gennaio 2009   | Spacewatch                |
| 685010 | 2009 BU212               | 16 gennaio 2009   | Spacewatch                |
| 685011 | 2009 BQ213               | 20 gennaio 2009   | Spacewatch                |
| 685012 | 2009 BR213               | 26 gennaio 2009   | Mount Lemmon Survey       |
| 685013 | 2009 BZ213               | 30 gennaio 2009   | Spacewatch                |
| 685014 | 2009 BC214               | 19 gennaio 2009   | Mount Lemmon Survey       |
| 685015 | 2009 BK214               | 20 gennaio 2009   | Spacewatch                |
| 685016 | 2009 BP218               | 7 agosto 2016     | Pan-STARRS                |
| 685017 | 2009 CQ3                 | 2 febbraio 2009   | K. Černis, J. Zdanavičius |
| 685018 | 2009 CS4                 | 17 gennaio 2009   | Mount Lemmon Survey       |
| 685019 | 2009 CB10                | 1 febbraio 2009   | Mount Lemmon Survey       |
| 685020 | 2009 CC13                | 21 novembre 2003  | NEAT                      |
| 685021 | 2009 CO13                | 9 ottobre 2007    | Mount Lemmon Survey       |
| 685022 | 2009 CX23                | 1 febbraio 2009   | Spacewatch                |
| 685023 | 2009 CF27                | 1 febbraio 2009   | Spacewatch                |
| 685024 | 2009 CT30                | 3 dicembre 2004   | Spacewatch                |
| 685025 | 2009 CE32                | 1 febbraio 2009   | Spacewatch                |
| 685026 | 2009 CM35                | 13 gennaio 2000   | Spacewatch                |
| 685027 | 2009 CN35                | 2 febbraio 2009   | Mount Lemmon Survey       |
| 685028 | 2009 CQ39                | 31 gennaio 2009   | Spacewatch                |
| 685029 | 2009 CW46                | 7 maggio 2006     | Mount Lemmon Survey       |
| 685030 | 2009 CY46                | 12 settembre 2007 | Spacewatch                |
| 685031 | 2009 CT52                | 20 gennaio 2009   | Spacewatch                |
| 685032 | 2009 CM54                | 14 febbraio 2009  | Mount Lemmon Survey       |
| 685033 | 2009 CS58                | 4 febbraio 2009   | Mount Lemmon Survey       |
| 685034 | 2009 CY63                | 1 febbraio 2009   | Spacewatch                |
| 685035 | 2009 CW65                | 29 gennaio 2009   | Spacewatch                |
| 685036 | 2009 CM68                | 28 febbraio 2014  | Pan-STARRS                |
| 685037 | 2009 CN69                | 4 febbraio 2009   | Mount Lemmon Survey       |
| 685038 | 2009 CY71                | 15 settembre 2012 | CSS                       |
| 685039 | 2009 CO73                | 22 novembre 2012  | Spacewatch                |
| 685040 | 2009 CH75                | 1 febbraio 2009   | Spacewatch                |
| 685041 | 2009 CY76                | 1 febbraio 2009   | Spacewatch                |
| 685042 | 2009 CG78                | 1 febbraio 2009   | Spacewatch                |
| 685043 | 2009 CQ78                | 3 febbraio 2009   | Mount Lemmon Survey       |
| 685044 | 2009 CY78                | 8 maggio 2005     | Spacewatch                |
| 685045 | 2009 CY79                | 2 febbraio 2009   | Mount Lemmon Survey       |
| 685046 | 2009 DG5                 | 20 febbraio 2009  | F. Hormuth                |
| 685047 | 2009 DP20                | 16 gennaio 2009   | Spacewatch                |
| 685048 | 2009 DL23                | 4 febbraio 2009   | Mount Lemmon Survey       |
| 685049 | 2009 DF25                | 21 febbraio 2009  | Mount Lemmon Survey       |
| 685050 | 2009 DX28                | 23 febbraio 2009  | F. Hormuth                |
| 685051 | 2009 DJ32                | 16 maggio 2005    | Mount Lemmon Survey       |
| 685052 | 2009 DW36                | 23 febbraio 2009  | F. Hormuth                |
| 685053 | 2009 DJ38                | 24 febbraio 2009  | F. Hormuth                |
| 685054 | 2009 DW43                | 2 febbraio 2009   | Spacewatch                |
| 685055 | 2009 DH47                | 31 dicembre 2008  | Mount Lemmon Survey       |
| 685056 | 2009 DO51                | 21 febbraio 2009  | Mount Lemmon Survey       |
| 685057 | 2009 DR65                | 22 febbraio 2009  | Mount Lemmon Survey       |
| 685058 | 2009 DS65                | 8 aprile 2002     | NEAT                      |
| 685059 | 2009 DB66                | 24 febbraio 2009  | Mount Lemmon Survey       |
| 685060 | 2009 DD76                | 30 dicembre 2008  | Mount Lemmon Survey       |
| 685061 | 2009 DX80                | 19 novembre 2007  | Mount Lemmon Survey       |
| 685062 | 2009 DR85                | 27 febbraio 2009  | Spacewatch                |
| 685063 | 2009 DG86                | 27 febbraio 2009  | Spacewatch                |
| 685064 | 2009 DQ86                | 19 febbraio 2009  | Spacewatch                |
| 685065 | 2009 DO87                | 16 febbraio 2004  | Spacewatch                |
| 685066 | 2009 DV90                | 26 febbraio 2009  | Spacewatch                |
| 685067 | 2009 DO97                | 14 febbraio 2009  | Spacewatch                |
| 685068 | 2009 DX99                | 26 febbraio 2009  | Spacewatch                |
| 685069 | 2009 DM107               | 13 novembre 2007  | Spacewatch                |
| 685070 | 2009 DX107               | 2 febbraio 2009   | Spacewatch                |
| 685071 | 2009 DP114               | 26 febbraio 2009  | F. Hormuth                |
| 685072 | 2009 DD118               | 27 febbraio 2009  | Spacewatch                |
| 685073 | 2009 DC128               | 21 febbraio 2009  | Spacewatch                |
| 685074 | 2009 DS144               | 18 febbraio 2009  | LINEAR                    |
| 685075 | 2009 DG149               | 19 febbraio 2009  | Spacewatch                |
| 685076 | 2009 DE150               | 23 settembre 2015 | Pan-STARRS                |
| 685077 | 2009 DM151               | 12 gennaio 1996   | Spacewatch                |
| 685078 | 2009 DS152               | 19 febbraio 2009  | Spacewatch                |
| 685079 | 2009 DE153               | 28 febbraio 2009  | Spacewatch                |
| 685080 | 2009 DH153               | 22 febbraio 2009  | Spacewatch                |
| 685081 | 2009 DP153               | 19 febbraio 2009  | Spacewatch                |
| 685082 | 2009 DH154               | 26 febbraio 2009  | Spacewatch                |
| 685083 | 2009 DP154               | 24 febbraio 2009  | Spacewatch                |
| 685084 | 2009 DV154               | 20 febbraio 2009  | Mount Lemmon Survey       |
| 685085 | 2009 DW154               | 20 febbraio 2009  | Spacewatch                |
| 685086 | 2009 DU155               | 20 febbraio 2009  | Spacewatch                |
| 685087 | 2009 DM157               | 19 febbraio 2009  | Mount Lemmon Survey       |
| 685088 | 2009 DN157               | 20 febbraio 2009  | Spacewatch                |
| 685089 | 2009 DV158               | 20 febbraio 2009  | Spacewatch                |
| 685090 | 2009 DZ158               | 20 febbraio 2009  | Spacewatch                |
| 685091 | 2009 DL159               | 21 febbraio 2009  | Spacewatch                |
| 685092 | 2009 DS159               | 28 febbraio 2009  | Mount Lemmon Survey       |
| 685093 | 2009 DT159               | 19 febbraio 2009  | Spacewatch                |
| 685094 | 2009 DB160               | 20 febbraio 2009  | Spacewatch                |
| 685095 | 2009 DF161               | 20 febbraio 2009  | Spacewatch                |
| 685096 | 2009 EU6                 | 31 gennaio 2009   | Mount Lemmon Survey       |
| 685097 | 2009 EW6                 | 15 settembre 2006 | Spacewatch                |
| 685098 | 2009 EL7                 | 2 marzo 2009      | Spacewatch                |
| 685099 | 2009 EQ7                 | 26 maggio 2006    | Mount Lemmon Survey       |
| 685100 | 2009 EX9                 | 1 marzo 2009      | Spacewatch                |

## 685101–685200
| Nome   | Designazione provvisoria | Data di scoperta  | Scopritore                    |
| ------ | ------------------------ | ----------------- | ----------------------------- |
| 685101 | 2009 EU31                | 1 febbraio 2009   | Spacewatch                    |
| 685102 | 2009 EH33                | 27 settembre 2016 | Pan-STARRS                    |
| 685103 | 2009 EO33                | 3 marzo 2009      | Spacewatch                    |
| 685104 | 2009 EJ34                | 26 agosto 2011    | Spacewatch                    |
| 685105 | 2009 EX35                | 28 settembre 2011 | Mount Lemmon Survey           |
| 685106 | 2009 EW36                | 30 agosto 2016    | Pan-STARRS                    |
| 685107 | 2009 ED37                | 26 settembre 2016 | Pan-STARRS                    |
| 685108 | 2009 EC39                | 1 marzo 2009      | Spacewatch                    |
| 685109 | 2009 EF39                | 3 marzo 2009      | Mount Lemmon Survey           |
| 685110 | 2009 EJ40                | 3 marzo 2009      | Mount Lemmon Survey           |
| 685111 | 2009 EL40                | 3 marzo 2009      | Spacewatch                    |
| 685112 | 2009 EM41                | 3 marzo 2009      | Mount Lemmon Survey           |
| 685113 | 2009 FN2                 | 17 marzo 2009     | Spacewatch                    |
| 685114 | 2009 FK6                 | 16 marzo 2009     | Spacewatch                    |
| 685115 | 2009 FY9                 | 3 marzo 2009      | Spacewatch                    |
| 685116 | 2009 FT10                | 18 marzo 2009     | Mount Lemmon Survey           |
| 685117 | 2009 FS12                | 3 marzo 2009      | Mount Lemmon Survey           |
| 685118 | 2009 FW14                | 16 marzo 2009     | Spacewatch                    |
| 685119 | 2009 FV15                | 2 marzo 2009      | Spacewatch                    |
| 685120 | 2009 FA20                | 19 agosto 2001    | Cerro Tololo Obs.             |
| 685121 | 2009 FK20                | 18 marzo 2009     | CSS                           |
| 685122 | 2009 FR29                | 20 marzo 2009     | R. Ferrando                   |
| 685123 | 2009 FW43                | 29 marzo 2009     | W. Bickel                     |
| 685124 | 2009 FQ46                | 10 maggio 2005    | Spacewatch                    |
| 685125 | 2009 FT51                | 4 dicembre 2007   | Mount Lemmon Survey           |
| 685126 | 2009 FU53                | 29 marzo 2009     | Mount Lemmon Survey           |
| 685127 | 2009 FJ55                | 4 febbraio 2009   | Mount Lemmon Survey           |
| 685128 | 2009 FJ66                | 21 marzo 2009     | Spacewatch                    |
| 685129 | 2009 FU71                | 16 marzo 2009     | Spacewatch                    |
| 685130 | 2009 FB80                | 11 marzo 2005     | Mount Lemmon Survey           |
| 685131 | 2009 FT80                | 14 luglio 2015    | Pan-STARRS                    |
| 685132 | 2009 FS82                | 18 ottobre 2011   | Spacewatch                    |
| 685133 | 2009 FG86                | 9 ottobre 2012    | Pan-STARRS                    |
| 685134 | 2009 FE87                | 28 febbraio 2014  | Pan-STARRS                    |
| 685135 | 2009 FT87                | 28 marzo 2014     | Mount Lemmon Survey           |
| 685136 | 2009 FH89                | 29 ottobre 2017   | Pan-STARRS                    |
| 685137 | 2009 FO89                | 19 settembre 2011 | Mount Lemmon Survey           |
| 685138 | 2009 FG90                | 26 marzo 2009     | Mount Lemmon Survey           |
| 685139 | 2009 FT91                | 19 marzo 2009     | Spacewatch                    |
| 685140 | 2009 FQ92                | 31 marzo 2009     | Spacewatch                    |
| 685141 | 2009 FR92                | 24 marzo 2009     | Mount Lemmon Survey           |
| 685142 | 2009 FY92                | 21 marzo 2009     | Spacewatch                    |
| 685143 | 2009 FE93                | 22 marzo 2009     | Mount Lemmon Survey           |
| 685144 | 2009 FH93                | 22 marzo 2009     | Mount Lemmon Survey           |
| 685145 | 2009 FA94                | 3 marzo 2009      | Spacewatch                    |
| 685146 | 2009 FC94                | 31 marzo 2009     | Mount Lemmon Survey           |
| 685147 | 2009 GY2                 | 2 aprile 2009     | Zadko                         |
| 685148 | 2009 GU6                 | 1 aprile 2009     | Mount Lemmon Survey           |
| 685149 | 2009 GV6                 | 10 settembre 2010 | Spacewatch                    |
| 685150 | 2009 GH7                 | 17 ottobre 2010   | Mount Lemmon Survey           |
| 685151 | 2009 GS8                 | 8 marzo 2014      | Mount Lemmon Survey           |
| 685152 | 2009 GA9                 | 1 aprile 2009     | Mount Lemmon Survey           |
| 685153 | 2009 GP9                 | 20 maggio 2001    | J. L. Elliot, L. H. Wasserman |
| 685154 | 2009 HN13                | 29 febbraio 2004  | Spacewatch                    |
| 685155 | 2009 HV23                | 18 novembre 2007  | Spacewatch                    |
| 685156 | 2009 HX25                | 18 aprile 2009    | Spacewatch                    |
| 685157 | 2009 HU26                | 18 aprile 2009    | Spacewatch                    |
| 685158 | 2009 HG31                | 2 aprile 2009     | Spacewatch                    |
| 685159 | 2009 HQ31                | 19 aprile 2009    | Spacewatch                    |
| 685160 | 2009 HM33                | 5 novembre 2007   | Mount Lemmon Survey           |
| 685161 | 2009 HE41                | 20 aprile 2009    | Spacewatch                    |
| 685162 | 2009 HY42                | 8 maggio 2002     | Spacewatch                    |
| 685163 | 2009 HW49                | 2 aprile 2009     | Mount Lemmon Survey           |
| 685164 | 2009 HY49                | 21 aprile 2009    | Spacewatch                    |
| 685165 | 2009 HN51                | 21 aprile 2009    | Spacewatch                    |
| 685166 | 2009 HQ61                | 10 marzo 2005     | Mount Lemmon Survey           |
| 685167 | 2009 HS61                | 20 aprile 2009    | Mount Lemmon Survey           |
| 685168 | 2009 HH62                | 21 aprile 2009    | Mount Lemmon Survey           |
| 685169 | 2009 HB63                | 22 aprile 2009    | Mount Lemmon Survey           |
| 685170 | 2009 HP69                | 22 aprile 2009    | Mount Lemmon Survey           |
| 685171 | 2009 HD71                | 22 aprile 2009    | Mount Lemmon Survey           |
| 685172 | 2009 HK71                | 30 settembre 2006 | Mount Lemmon Survey           |
| 685173 | 2009 HB81                | 29 aprile 2009    | Spacewatch                    |
| 685174 | 2009 HQ81                | 9 aprile 2005     | Spacewatch                    |
| 685175 | 2009 HS86                | 29 marzo 2009     | Spacewatch                    |
| 685176 | 2009 HX87                | 30 aprile 2009    | Mount Lemmon Survey           |
| 685177 | 2009 HY87                | 2 marzo 2009      | Mount Lemmon Survey           |
| 685178 | 2009 HA88                | 30 aprile 2009    | Spacewatch                    |
| 685179 | 2009 HO93                | 17 gennaio 2008   | Mount Lemmon Survey           |
| 685180 | 2009 HS100               | 30 aprile 2009    | Spacewatch                    |
| 685181 | 2009 HT103               | 19 aprile 2009    | Spacewatch                    |
| 685182 | 2009 HA105               | 18 aprile 2009    | Mount Lemmon Survey           |
| 685183 | 2009 HB110               | 30 dicembre 2013  | Spacewatch                    |
| 685184 | 2009 HR110               | 22 aprile 2009    | Mount Lemmon Survey           |
| 685185 | 2009 HG111               | 29 dicembre 2011  | Mount Lemmon Survey           |
| 685186 | 2009 HC112               | 12 ottobre 2010   | Mount Lemmon Survey           |
| 685187 | 2009 HK112               | 30 agosto 2016    | Mount Lemmon Survey           |
| 685188 | 2009 HJ113               | 15 ottobre 2012   | Mount Lemmon Survey           |
| 685189 | 2009 HZ113               | 10 ottobre 2015   | Pan-STARRS                    |
| 685190 | 2009 HT114               | 31 ottobre 2011   | Spacewatch                    |
| 685191 | 2009 HP115               | 13 febbraio 2008  | Spacewatch                    |
| 685192 | 2009 HH116               | 28 febbraio 2014  | Pan-STARRS                    |
| 685193 | 2009 HU118               | 29 marzo 2009     | Spacewatch                    |
| 685194 | 2009 HA119               | 24 settembre 2011 | Pan-STARRS                    |
| 685195 | 2009 HV121               | 20 aprile 2009    | Mount Lemmon Survey           |
| 685196 | 2009 HW121               | 4 febbraio 2013   | S. Mottola                    |
| 685197 | 2009 HE126               | 20 aprile 2009    | Spacewatch                    |
| 685198 | 2009 HQ127               | 8 dicembre 2012   | Mount Lemmon Survey           |
| 685199 | 2009 JY4                 | 13 maggio 2009    | Spacewatch                    |
| 685200 | 2009 JA11                | 18 aprile 2009    | Spacewatch                    |

## 685201–685300
| Nome   | Designazione provvisoria | Data di scoperta  | Scopritore                          |
| ------ | ------------------------ | ----------------- | ----------------------------------- |
| 685201 | 2009 JJ11                | 15 maggio 2009    | Spacewatch                          |
| 685202 | 2009 JB14                | 4 aprile 2008     | Spacewatch                          |
| 685203 | 2009 JC14                | 17 settembre 2006 | Spacewatch                          |
| 685204 | 2009 JE14                | 1 maggio 2009     | Alianza S4 Obs.                     |
| 685205 | 2009 JY15                | 19 marzo 2009     | Mount Lemmon Survey                 |
| 685206 | 2009 JQ16                | 3 luglio 2003     | Spacewatch                          |
| 685207 | 2009 JV19                | 22 maggio 2015    | Pan-STARRS                          |
| 685208 | 2009 JC20                | 26 ottobre 2011   | Pan-STARRS                          |
| 685209 | 2009 JH20                | 4 maggio 2009     | Spacewatch                          |
| 685210 | 2009 JQ23                | 10 ottobre 2016   | Pan-STARRS                          |
| 685211 | 2009 KU2                 | 18 maggio 2009    | W. G. Dillon                        |
| 685212 | 2009 KY5                 | 20 aprile 2009    | Spacewatch                          |
| 685213 | 2009 KZ9                 | 22 aprile 2009    | Mount Lemmon Survey                 |
| 685214 | 2009 KW14                | 26 maggio 2009    | CSS                                 |
| 685215 | 2009 KZ20                | 29 maggio 2009    | Mount Lemmon Survey                 |
| 685216 | 2009 KD21                | 24 settembre 2006 | Spacewatch                          |
| 685217 | 2009 KK21                | 21 ottobre 2006   | Mount Lemmon Survey                 |
| 685218 | 2009 KL21                | 8 febbraio 2008   | Spacewatch                          |
| 685219 | 2009 KM25                | 28 maggio 2009    | Mount Lemmon Survey                 |
| 685220 | 2009 KU25                | 28 maggio 2009    | Mount Lemmon Survey                 |
| 685221 | 2009 KD27                | 13 dicembre 2006  | Mount Lemmon Survey                 |
| 685222 | 2009 KV38                | 27 maggio 2009    | Mount Lemmon Survey                 |
| 685223 | 2009 LJ3                 | 12 giugno 2009    | Spacewatch                          |
| 685224 | 2009 LN3                 | 12 giugno 2009    | Spacewatch                          |
| 685225 | 2009 LE8                 | 16 febbraio 2016  | Mount Lemmon Survey                 |
| 685226 | 2009 MY                  | 25 maggio 2020    | Mount Lemmon Survey                 |
| 685227 | 2009 MN3                 | 17 maggio 2009    | Spacewatch                          |
| 685228 | 2009 MU7                 | 24 giugno 2009    | Alianza S4 Obs.                     |
| 685229 | 2009 MG11                | 26 maggio 2014    | Pan-STARRS                          |
| 685230 | 2009 MU11                | 5 ottobre 2014    | Mount Lemmon Survey                 |
| 685231 | 2009 MQ12                | 22 giugno 2009    | Mount Lemmon Survey                 |
| 685232 | 2009 NN                  | 15 giugno 2009    | Mount Lemmon Survey                 |
| 685233 | 2009 OO11                | 11 settembre 2004 | Spacewatch                          |
| 685234 | 2009 OR12                | 28 novembre 2005  | Spacewatch                          |
| 685235 | 2009 OP15                | 16 settembre 2003 | NEAT                                |
| 685236 | 2009 OT18                | 28 luglio 2009    | Spacewatch                          |
| 685237 | 2009 OG19                | 23 febbraio 2007  | Spacewatch                          |
| 685238 | 2009 OH26                | 27 luglio 2009    | Spacewatch                          |
| 685239 | 2009 OU26                | 11 aprile 2016    | Pan-STARRS                          |
| 685240 | 2009 OE29                | 29 luglio 2009    | Spacewatch                          |
| 685241 | 2009 OL29                | 28 luglio 2009    | Spacewatch                          |
| 685242 | 2009 OM30                | 28 luglio 2009    | Spacewatch                          |
| 685243 | 2009 PK6                 | 15 agosto 2009    | Spacewatch                          |
| 685244 | 2009 PW7                 | 15 agosto 2009    | Spacewatch                          |
| 685245 | 2009 PB20                | 15 agosto 2009    | Spacewatch                          |
| 685246 | 2009 PR21                | 15 agosto 2009    | Spacewatch                          |
| 685247 | 2009 PS21                | 15 agosto 2009    | Spacewatch                          |
| 685248 | 2009 PP22                | 7 maggio 2014     | Pan-STARRS                          |
| 685249 | 2009 PP23                | 10 agosto 2009    | Spacewatch                          |
| 685250 | 2009 PW23                | 1 agosto 2009     | Spacewatch                          |
| 685251 | 2009 QS2                 | 16 agosto 2009    | Spacewatch                          |
| 685252 | 2009 QU6                 | 18 agosto 2009    | Vallemare di Borbona Obs.           |
| 685253 | 2009 QD7                 | 10 gennaio 2003   | Spacewatch                          |
| 685254 | 2009 QV10                | 18 agosto 2009    | Spacewatch                          |
| 685255 | 2009 QD16                | 16 agosto 2009    | Spacewatch                          |
| 685256 | 2009 QG17                | 7 gennaio 2006    | Mount Lemmon Survey                 |
| 685257 | 2009 QK17                | 13 giugno 2005    | Mount Lemmon Survey                 |
| 685258 | 2009 QN17                | 17 agosto 2009    | Spacewatch                          |
| 685259 | 2009 QZ18                | 12 dicembre 2006  | Mount Lemmon Survey                 |
| 685260 | 2009 QW20                | 27 luglio 2009    | Spacewatch                          |
| 685261 | 2009 QX20                | 19 agosto 2009    | Osservatorio astronomico di Maiorca |
| 685262 | 2009 QX27                | 24 giugno 2009    | Mount Lemmon Survey                 |
| 685263 | 2009 QS29                | 26 luglio 2009    | M. Gabdeev, T. V. Kryachko          |
| 685264 | 2009 QB31                | 2 giugno 2009     | Osservatorio di Mauna Kea           |
| 685265 | 2009 QH36                | 27 agosto 2009    | S. Gajdoš, J. Világi                |
| 685266 | 2009 QS45                | 26 agosto 2009    | CSS                                 |
| 685267 | 2009 QO46                | 16 settembre 1998 | Spacewatch                          |
| 685268 | 2009 QR48                | 27 agosto 2009    | Spacewatch                          |
| 685269 | 2009 QU48                | 27 agosto 2009    | Spacewatch                          |
| 685270 | 2009 QL51                | 15 agosto 2009    | Spacewatch                          |
| 685271 | 2009 QS51                | 26 agosto 2009    | CSS                                 |
| 685272 | 2009 QB52                | 18 agosto 2009    | CSS                                 |
| 685273 | 2009 QU52                | 20 agosto 2009    | Spacewatch                          |
| 685274 | 2009 QL57                | 29 luglio 2009    | CSS                                 |
| 685275 | 2009 QK61                | 28 agosto 2009    | CSS                                 |
| 685276 | 2009 QB62                | 28 agosto 2009    | Spacewatch                          |
| 685277 | 2009 QO62                | 16 agosto 2009    | Spacewatch                          |
| 685278 | 2009 QE66                | 19 agosto 2009    | Spacewatch                          |
| 685279 | 2009 QL66                | 18 agosto 2009    | Spacewatch                          |
| 685280 | 2009 QW67                | 4 gennaio 2016    | Pan-STARRS                          |
| 685281 | 2009 QX67                | 2 giugno 2014     | Pan-STARRS                          |
| 685282 | 2009 QN73                | 29 agosto 2009    | Spacewatch                          |
| 685283 | 2009 QZ74                | 18 agosto 2009    | Spacewatch                          |
| 685284 | 2009 QH75                | 27 agosto 2009    | Spacewatch                          |
| 685285 | 2009 QA76                | 27 agosto 2009    | Spacewatch                          |
| 685286 | 2009 QB76                | 20 agosto 2009    | Spacewatch                          |
| 685287 | 2009 QL76                | 16 agosto 2009    | Spacewatch                          |
| 685288 | 2009 QV77                | 12 marzo 2007     | Mount Lemmon Survey                 |
| 685289 | 2009 QX77                | 17 agosto 2009    | Spacewatch                          |
| 685290 | 2009 QN79                | 28 agosto 2009    | Spacewatch                          |
| 685291 | 2009 QC80                | 27 agosto 2009    | Spacewatch                          |
| 685292 | 2009 RD                  | 15 agosto 2009    | CSS                                 |
| 685293 | 2009 RO1                 | 11 settembre 2009 | Osservatorio astronomico di Maiorca |
| 685294 | 2009 RE9                 | 12 settembre 2009 | Spacewatch                          |
| 685295 | 2009 RY13                | 26 marzo 2007     | Mount Lemmon Survey                 |
| 685296 | 2009 RZ14                | 12 settembre 2009 | Spacewatch                          |
| 685297 | 2009 RK15                | 12 settembre 2009 | Spacewatch                          |
| 685298 | 2009 RC17                | 12 settembre 2009 | Spacewatch                          |
| 685299 | 2009 RP18                | 12 settembre 2009 | SSS                                 |
| 685300 | 2009 RR19                | 14 settembre 2009 | J. Hobart                           |

## 685301–685400
| Nome   | Designazione provvisoria | Data di scoperta  | Scopritore          |
| ------ | ------------------------ | ----------------- | ------------------- |
| 685301 | 2009 RY20                | 14 settembre 2009 | Spacewatch          |
| 685302 | 2009 RR21                | 15 settembre 2009 | Spacewatch          |
| 685303 | 2009 RS21                | 8 gennaio 2006    | Spacewatch          |
| 685304 | 2009 RW25                | 15 settembre 2009 | Spacewatch          |
| 685305 | 2009 RY25                | 14 settembre 2009 | Needville Obs.      |
| 685306 | 2009 RU36                | 15 settembre 2009 | Spacewatch          |
| 685307 | 2009 RU38                | 7 ottobre 2005    | Spacewatch          |
| 685308 | 2009 RK39                | 15 settembre 2009 | Spacewatch          |
| 685309 | 2009 RX39                | 15 settembre 2009 | Spacewatch          |
| 685310 | 2009 RB53                | 15 settembre 2009 | Spacewatch          |
| 685311 | 2009 RJ71                | 15 settembre 2009 | Spacewatch          |
| 685312 | 2009 RG73                | 15 settembre 2009 | CSS                 |
| 685313 | 2009 RP75                | 13 settembre 2009 | LINEAR              |
| 685314 | 2009 RH77                | 27 luglio 2014    | Pan-STARRS          |
| 685315 | 2009 RN77                | 24 giugno 2014    | Pan-STARRS          |
| 685316 | 2009 RU77                | 14 settembre 2009 | Spacewatch          |
| 685317 | 2009 RL79                | 10 marzo 2018     | Pan-STARRS          |
| 685318 | 2009 RS79                | 12 giugno 2013    | Pan-STARRS          |
| 685319 | 2009 RL80                | 12 settembre 2009 | Spacewatch          |
| 685320 | 2009 RW80                | 15 settembre 2009 | Spacewatch          |
| 685321 | 2009 RX81                | 15 settembre 2009 | Spacewatch          |
| 685322 | 2009 SC4                 | 16 settembre 2009 | Mount Lemmon Survey |
| 685323 | 2009 ST4                 | 1 dicembre 2005   | Spacewatch          |
| 685324 | 2009 SA5                 | 16 settembre 2009 | Mount Lemmon Survey |
| 685325 | 2009 SR5                 | 16 settembre 2009 | Mount Lemmon Survey |
| 685326 | 2009 SE6                 | 16 settembre 2009 | Mount Lemmon Survey |
| 685327 | 2009 SM7                 | 16 settembre 2009 | Mount Lemmon Survey |
| 685328 | 2009 SK8                 | 16 settembre 2009 | Mount Lemmon Survey |
| 685329 | 2009 SN9                 | 16 settembre 2009 | Spacewatch          |
| 685330 | 2009 SX10                | 1 novembre 2006   | Spacewatch          |
| 685331 | 2009 SJ12                | 2 giugno 2008     | Mount Lemmon Survey |
| 685332 | 2009 SC18                | 21 settembre 2009 | Mount Lemmon Survey |
| 685333 | 2009 SD18                | 17 settembre 2009 | A. Galád            |
| 685334 | 2009 SX18                | 17 settembre 2009 | Mount Lemmon Survey |
| 685335 | 2009 SO22                | 16 settembre 2009 | Spacewatch          |
| 685336 | 2009 SF27                | 16 settembre 2009 | Spacewatch          |
| 685337 | 2009 SR28                | 16 settembre 2009 | Spacewatch          |
| 685338 | 2009 SO30                | 16 settembre 2009 | Spacewatch          |
| 685339 | 2009 SH32                | 16 settembre 2009 | Mount Lemmon Survey |
| 685340 | 2009 SL35                | 9 novembre 1999   | Spacewatch          |
| 685341 | 2009 SE36                | 11 marzo 2007     | Mount Lemmon Survey |
| 685342 | 2009 SV37                | 16 settembre 2009 | Spacewatch          |
| 685343 | 2009 SU41                | 16 settembre 2009 | Mount Lemmon Survey |
| 685344 | 2009 SB42                | 16 settembre 2009 | Mount Lemmon Survey |
| 685345 | 2009 SN49                | 17 settembre 2009 | Spacewatch          |
| 685346 | 2009 SN51                | 17 settembre 2009 | Mount Lemmon Survey |
| 685347 | 2009 SJ52                | 17 settembre 2009 | Spacewatch          |
| 685348 | 2009 SD60                | 17 settembre 2009 | Spacewatch          |
| 685349 | 2009 SQ63                | 17 settembre 2009 | Mount Lemmon Survey |
| 685350 | 2009 SA66                | 17 settembre 2009 | Spacewatch          |
| 685351 | 2009 SL72                | 17 settembre 2009 | Mount Lemmon Survey |
| 685352 | 2009 SP73                | 9 settembre 2004  | Spacewatch          |
| 685353 | 2009 SZ73                | 26 settembre 2003 | SDSS Collaboration  |
| 685354 | 2009 SX76                | 15 marzo 2007     | Mount Lemmon Survey |
| 685355 | 2009 SQ78                | 18 settembre 2009 | Spacewatch          |
| 685356 | 2009 SM85                | 27 agosto 2009    | Spacewatch          |
| 685357 | 2009 SS85                | 27 agosto 2009    | Spacewatch          |
| 685358 | 2009 SS90                | 18 settembre 2009 | Mount Lemmon Survey |
| 685359 | 2009 SG91                | 18 settembre 2009 | Spacewatch          |
| 685360 | 2009 SU91                | 18 settembre 2009 | Mount Lemmon Survey |
| 685361 | 2009 SL93                | 17 febbraio 2007  | Spacewatch          |
| 685362 | 2009 SF95                | 11 settembre 2004 | Spacewatch          |
| 685363 | 2009 ST105               | 16 settembre 2009 | Mount Lemmon Survey |
| 685364 | 2009 ST107               | 16 settembre 2009 | Spacewatch          |
| 685365 | 2009 SP108               | 17 settembre 2009 | Spacewatch          |
| 685366 | 2009 SG110               | 27 luglio 2009    | Spacewatch          |
| 685367 | 2009 SO112               | 18 settembre 2009 | Spacewatch          |
| 685368 | 2009 SR112               | 18 settembre 2009 | Spacewatch          |
| 685369 | 2009 SR116               | 18 settembre 2009 | Spacewatch          |
| 685370 | 2009 SH119               | 14 marzo 2000     | Spacewatch          |
| 685371 | 2009 SG120               | 18 settembre 2009 | Spacewatch          |
| 685372 | 2009 SJ122               | 18 settembre 2009 | Spacewatch          |
| 685373 | 2009 SM126               | 18 settembre 2009 | Spacewatch          |
| 685374 | 2009 SW128               | 18 settembre 2009 | Spacewatch          |
| 685375 | 2009 SA129               | 18 settembre 2009 | Spacewatch          |
| 685376 | 2009 SV130               | 18 settembre 2009 | Spacewatch          |
| 685377 | 2009 SU133               | 18 settembre 2009 | Spacewatch          |
| 685378 | 2009 SE134               | 18 settembre 2009 | Spacewatch          |
| 685379 | 2009 SP140               | 19 settembre 2009 | Spacewatch          |
| 685380 | 2009 SR142               | 15 settembre 2009 | Spacewatch          |
| 685381 | 2009 SV142               | 19 settembre 2009 | Spacewatch          |
| 685382 | 2009 SC152               | 28 agosto 2009    | Spacewatch          |
| 685383 | 2009 SY152               | 20 settembre 2009 | Mount Lemmon Survey |
| 685384 | 2009 SC158               | 20 settembre 2009 | Spacewatch          |
| 685385 | 2009 SK162               | 12 aprile 2008    | Spacewatch          |
| 685386 | 2009 SN163               | 21 settembre 2009 | Mount Lemmon Survey |
| 685387 | 2009 SH167               | 15 settembre 2009 | Spacewatch          |
| 685388 | 2009 SE171               | 16 settembre 2009 | M. Micheli          |
| 685389 | 2009 SF175               | 19 settembre 2009 | Mount Lemmon Survey |
| 685390 | 2009 SK177               | 20 settembre 2009 | Spacewatch          |
| 685391 | 2009 SJ179               | 22 ottobre 1998   | Spacewatch          |
| 685392 | 2009 SJ182               | 21 settembre 2009 | Mount Lemmon Survey |
| 685393 | 2009 SV182               | 31 ottobre 2006   | Mount Lemmon Survey |
| 685394 | 2009 SZ190               | 23 settembre 2004 | Spacewatch          |
| 685395 | 2009 SR191               | 22 settembre 2009 | Spacewatch          |
| 685396 | 2009 SK200               | 22 settembre 2009 | Spacewatch          |
| 685397 | 2009 SE201               | 22 settembre 2009 | Spacewatch          |
| 685398 | 2009 SE202               | 22 settembre 2009 | Spacewatch          |
| 685399 | 2009 SB207               | 23 settembre 2009 | Spacewatch          |
| 685400 | 2009 SD210               | 15 settembre 2009 | Spacewatch          |

## 685401–685500
| Nome   | Designazione provvisoria | Data di scoperta  | Scopritore                          |
| ------ | ------------------------ | ----------------- | ----------------------------------- |
| 685401 | 2009 SK217               | 24 settembre 2009 | Spacewatch                          |
| 685402 | 2009 SJ218               | 21 dicembre 2006  | L. H. Wasserman                     |
| 685403 | 2009 SG224               | 25 settembre 2009 | Mount Lemmon Survey                 |
| 685404 | 2009 SV227               | 18 settembre 2009 | Spacewatch                          |
| 685405 | 2009 SE230               | 17 agosto 2009    | CSS                                 |
| 685406 | 2009 SM232               | 19 settembre 2009 | CSS                                 |
| 685407 | 2009 SH239               | 17 settembre 2009 | CSS                                 |
| 685408 | 2009 SP243               | 16 novembre 2006  | Mount Lemmon Survey                 |
| 685409 | 2009 SQ243               | 22 settembre 2009 | CSS                                 |
| 685410 | 2009 SA249               | 16 settembre 2009 | Spacewatch                          |
| 685411 | 2009 SW252               | 22 settembre 2009 | Spacewatch                          |
| 685412 | 2009 SX254               | 23 maggio 2003    | Spacewatch                          |
| 685413 | 2009 SO256               | 27 agosto 2009    | Spacewatch                          |
| 685414 | 2009 ST256               | 17 settembre 2009 | Mount Lemmon Survey                 |
| 685415 | 2009 SC257               | 21 settembre 2009 | Mount Lemmon Survey                 |
| 685416 | 2009 SP260               | 18 agosto 2009    | Spacewatch                          |
| 685417 | 2009 SR261               | 22 settembre 2009 | Spacewatch                          |
| 685418 | 2009 SX265               | 23 settembre 2009 | Mount Lemmon Survey                 |
| 685419 | 2009 SK268               | 24 settembre 2009 | Spacewatch                          |
| 685420 | 2009 ST271               | 31 gennaio 2006   | Spacewatch                          |
| 685421 | 2009 SR276               | 25 settembre 2009 | Spacewatch                          |
| 685422 | 2009 SB279               | 17 settembre 2009 | Spacewatch                          |
| 685423 | 2009 SC279               | 25 settembre 2009 | Spacewatch                          |
| 685424 | 2009 SN285               | 27 agosto 2009    | Spacewatch                          |
| 685425 | 2009 SP285               | 29 settembre 2005 | Spacewatch                          |
| 685426 | 2009 SS285               | 25 settembre 2009 | Mount Lemmon Survey                 |
| 685427 | 2009 SN291               | 25 settembre 2009 | Spacewatch                          |
| 685428 | 2009 SE295               | 27 settembre 2009 | Mount Lemmon Survey                 |
| 685429 | 2009 SJ296               | 27 settembre 2009 | Spacewatch                          |
| 685430 | 2009 SP297               | 28 settembre 2009 | Spacewatch                          |
| 685431 | 2009 SQ299               | 29 settembre 2009 | Mount Lemmon Survey                 |
| 685432 | 2009 SS301               | 16 settembre 2009 | Spacewatch                          |
| 685433 | 2009 SR310               | 18 settembre 2009 | Spacewatch                          |
| 685434 | 2009 SH311               | 18 settembre 2009 | Mount Lemmon Survey                 |
| 685435 | 2009 SM313               | 18 settembre 2009 | Mount Lemmon Survey                 |
| 685436 | 2009 SQ314               | 19 settembre 2009 | Spacewatch                          |
| 685437 | 2009 SM315               | 19 settembre 2009 | Mount Lemmon Survey                 |
| 685438 | 2009 SU317               | 23 agosto 2009    | G. Hug                              |
| 685439 | 2009 SU319               | 20 settembre 2009 | Spacewatch                          |
| 685440 | 2009 SO325               | 27 settembre 2009 | Mount Lemmon Survey                 |
| 685441 | 2009 SV328               | 30 settembre 2009 | Mount Lemmon Survey                 |
| 685442 | 2009 SC332               | 17 agosto 2009    | CSS                                 |
| 685443 | 2009 SL336               | 25 settembre 2009 | Spacewatch                          |
| 685444 | 2009 SZ340               | 23 settembre 2009 | Mount Lemmon Survey                 |
| 685445 | 2009 SD342               | 16 settembre 2009 | Spacewatch                          |
| 685446 | 2009 SP346               | 21 settembre 2009 | Mount Lemmon Survey                 |
| 685447 | 2009 SN351               | 18 settembre 2009 | Spacewatch                          |
| 685448 | 2009 ST363               | 23 settembre 2009 | Mount Lemmon Survey                 |
| 685449 | 2009 SD364               | 28 settembre 2009 | Mount Lemmon Survey                 |
| 685450 | 2009 SP367               | 21 settembre 2009 | Spacewatch                          |
| 685451 | 2009 SO371               | 21 settembre 2009 | Spacewatch                          |
| 685452 | 2009 SL372               | 10 agosto 2008    | Osservatorio astronomico di Maiorca |
| 685453 | 2009 SH373               | 16 settembre 2009 | Mount Lemmon Survey                 |
| 685454 | 2009 SJ373               | 17 settembre 2009 | Spacewatch                          |
| 685455 | 2009 SE374               | 4 luglio 2014     | Pan-STARRS                          |
| 685456 | 2009 SK374               | 22 settembre 2009 | Spacewatch                          |
| 685457 | 2009 SL374               | 28 settembre 2009 | Mount Lemmon Survey                 |
| 685458 | 2009 SU374               | 18 settembre 2009 | Spacewatch                          |
| 685459 | 2009 SG375               | 15 settembre 2013 | CSS                                 |
| 685460 | 2009 SK375               | 2 aprile 2013     | Mount Lemmon Survey                 |
| 685461 | 2009 SN375               | 29 giugno 2016    | Pan-STARRS                          |
| 685462 | 2009 SM376               | 13 dicembre 2010  | Mount Lemmon Survey                 |
| 685463 | 2009 SH377               | 6 gennaio 2012    | Spacewatch                          |
| 685464 | 2009 ST377               | 15 agosto 2009    | CSS                                 |
| 685465 | 2009 SF378               | 21 settembre 2009 | Mount Lemmon Survey                 |
| 685466 | 2009 SX378               | 21 aprile 2013    | Mount Lemmon Survey                 |
| 685467 | 2009 SA379               | 21 settembre 2009 | Spacewatch                          |
| 685468 | 2009 SC379               | 7 aprile 2013     | Spacewatch                          |
| 685469 | 2009 SQ379               | 17 settembre 2009 | Mount Lemmon Survey                 |
| 685470 | 2009 SV380               | 10 marzo 2016     | Pan-STARRS                          |
| 685471 | 2009 SB381               | 11 aprile 2016    | Pan-STARRS                          |
| 685472 | 2009 ST383               | 31 marzo 2013     | Mount Lemmon Survey                 |
| 685473 | 2009 SM387               | 7 marzo 2016      | Pan-STARRS                          |
| 685474 | 2009 SV389               | 3 agosto 2014     | Pan-STARRS                          |
| 685475 | 2009 SW389               | 18 gennaio 2015   | Pan-STARRS                          |
| 685476 | 2009 SD390               | 29 giugno 2014    | Pan-STARRS                          |
| 685477 | 2009 SK391               | 27 giugno 2014    | Pan-STARRS                          |
| 685478 | 2009 SG393               | 18 settembre 2009 | Spacewatch                          |
| 685479 | 2009 SL394               | 29 settembre 2009 | Mount Lemmon Survey                 |
| 685480 | 2009 SX394               | 22 settembre 2009 | Mount Lemmon Survey                 |
| 685481 | 2009 SZ394               | 1 maggio 2013     | Mount Lemmon Survey                 |
| 685482 | 2009 SX399               | 19 settembre 2009 | Mount Lemmon Survey                 |
| 685483 | 2009 SM400               | 29 settembre 2009 | Spacewatch                          |
| 685484 | 2009 SS400               | 19 settembre 2009 | Spacewatch                          |
| 685485 | 2009 SF401               | 25 settembre 2009 | Spacewatch                          |
| 685486 | 2009 SL401               | 20 settembre 2009 | Mount Lemmon Survey                 |
| 685487 | 2009 SR401               | 20 settembre 2009 | Spacewatch                          |
| 685488 | 2009 SJ405               | 23 settembre 2009 | Mount Lemmon Survey                 |
| 685489 | 2009 SS408               | 21 settembre 2009 | Mount Lemmon Survey                 |
| 685490 | 2009 SW408               | 17 settembre 2009 | Spacewatch                          |
| 685491 | 2009 SA409               | 28 settembre 2009 | Mount Lemmon Survey                 |
| 685492 | 2009 SD411               | 19 settembre 2009 | Spacewatch                          |
| 685493 | 2009 SS411               | 21 settembre 2009 | Mount Lemmon Survey                 |
| 685494 | 2009 SX412               | 21 settembre 2009 | Mount Lemmon Survey                 |
| 685495 | 2009 SA413               | 16 ottobre 2003   | Spacewatch                          |
| 685496 | 2009 SN415               | 28 settembre 2009 | Spacewatch                          |
| 685497 | 2009 SL416               | 21 settembre 2009 | Spacewatch                          |
| 685498 | 2009 SK419               | 25 settembre 2009 | Spacewatch                          |
| 685499 | 2009 SV421               | 24 settembre 2009 | Mount Lemmon Survey                 |
| 685500 | 2009 SP423               | 27 settembre 2009 | CSS                                 |

## 685501–685600
| Nome   | Designazione provvisoria | Data di scoperta  | Scopritore                          |
| ------ | ------------------------ | ----------------- | ----------------------------------- |
| 685501 | 2009 TV11                | 14 ottobre 2009   | Osservatorio astronomico di Maiorca |
| 685502 | 2009 TH15                | 15 ottobre 2009   | M. Tonincelli                       |
| 685503 | 2009 TF29                | 21 settembre 2009 | Spacewatch                          |
| 685504 | 2009 TT29                | 15 ottobre 2009   | Mount Lemmon Survey                 |
| 685505 | 2009 TU29                | 26 agosto 2003    | Cerro Tololo Obs.                   |
| 685506 | 2009 TC33                | 1 maggio 2003     | Spacewatch                          |
| 685507 | 2009 TD33                | 19 settembre 2009 | Spacewatch                          |
| 685508 | 2009 TQ43                | 9 dicembre 2004   | Spacewatch                          |
| 685509 | 2009 TC44                | 14 ottobre 2009   | Mount Lemmon Survey                 |
| 685510 | 2009 TG50                | 8 giugno 2013     | Mount Lemmon Survey                 |
| 685511 | 2009 TJ50                | 14 febbraio 2013  | Pan-STARRS                          |
| 685512 | 2009 TS50                | 22 dicembre 2012  | Pan-STARRS                          |
| 685513 | 2009 TE51                | 7 giugno 2013     | Pan-STARRS                          |
| 685514 | 2009 TG51                | 12 ottobre 2009   | Mount Lemmon Survey                 |
| 685515 | 2009 TV51                | 20 aprile 2012    | SSS                                 |
| 685516 | 2009 TE54                | 11 ottobre 2009   | Mount Lemmon Survey                 |
| 685517 | 2009 TG56                | 11 ottobre 2009   | Mount Lemmon Survey                 |
| 685518 | 2009 UT3                 | 6 luglio 2003     | Spacewatch                          |
| 685519 | 2009 UV3                 | 11 ottobre 2009   | Osservatorio astronomico di Maiorca |
| 685520 | 2009 UT4                 | 17 ottobre 2009   | N. Hashimoto, T. Sakamoto           |
| 685521 | 2009 UA8                 | 15 marzo 2007     | Spacewatch                          |
| 685522 | 2009 UZ8                 | 16 ottobre 2009   | Mount Lemmon Survey                 |
| 685523 | 2009 UN10                | 16 ottobre 2009   | Mount Lemmon Survey                 |
| 685524 | 2009 UN11                | 25 settembre 2009 | Spacewatch                          |
| 685525 | 2009 UL12                | 17 ottobre 2009   | Spacewatch                          |
| 685526 | 2009 UC15                | 28 settembre 2009 | Mount Lemmon Survey                 |
| 685527 | 2009 UN23                | 15 settembre 2009 | Spacewatch                          |
| 685528 | 2009 UN34                | 21 ottobre 2009   | Spacewatch                          |
| 685529 | 2009 UJ42                | 12 agosto 2004    | Cerro Tololo Obs.                   |
| 685530 | 2009 UO46                | 18 ottobre 2009   | Mount Lemmon Survey                 |
| 685531 | 2009 UR47                | 28 settembre 2003 | Spacewatch                          |
| 685532 | 2009 UD48                | 22 ottobre 2009   | Mount Lemmon Survey                 |
| 685533 | 2009 UF50                | 22 ottobre 2009   | Mount Lemmon Survey                 |
| 685534 | 2009 UP57                | 1 febbraio 2006   | Spacewatch                          |
| 685535 | 2009 US58                | 13 marzo 2007     | Mount Lemmon Survey                 |
| 685536 | 2009 UR61                | 17 ottobre 2009   | Mount Lemmon Survey                 |
| 685537 | 2009 UR62                | 16 settembre 2009 | Spacewatch                          |
| 685538 | 2009 UM63                | 26 settembre 2009 | Spacewatch                          |
| 685539 | 2009 UV63                | 29 settembre 2009 | Spacewatch                          |
| 685540 | 2009 UU65                | 17 ottobre 2009   | Mount Lemmon Survey                 |
| 685541 | 2009 UX66                | 21 settembre 2009 | Spacewatch                          |
| 685542 | 2009 UG75                | 9 maggio 2007     | Mount Lemmon Survey                 |
| 685543 | 2009 UB78                | 14 settembre 2009 | Spacewatch                          |
| 685544 | 2009 UZ79                | 22 ottobre 2009   | Mount Lemmon Survey                 |
| 685545 | 2009 US82                | 23 ottobre 2009   | Mount Lemmon Survey                 |
| 685546 | 2009 UE85                | 23 ottobre 2009   | Mount Lemmon Survey                 |
| 685547 | 2009 UH87                | 14 marzo 2007     | Mount Lemmon Survey                 |
| 685548 | 2009 UF92                | 16 ottobre 2009   | Mount Lemmon Survey                 |
| 685549 | 2009 UR92                | 21 ottobre 2009   | T. V. Kryachko, B. Satovskij        |
| 685550 | 2009 UK95                | 22 ottobre 2009   | Mount Lemmon Survey                 |
| 685551 | 2009 UV95                | 15 ottobre 2009   | W. Bickel                           |
| 685552 | 2009 UE97                | 22 ottobre 2009   | Mount Lemmon Survey                 |
| 685553 | 2009 UD99                | 16 settembre 2003 | Spacewatch                          |
| 685554 | 2009 UD104               | 27 settembre 2009 | Spacewatch                          |
| 685555 | 2009 UW114               | 21 ottobre 2009   | Mount Lemmon Survey                 |
| 685556 | 2009 UJ115               | 21 ottobre 2009   | Mount Lemmon Survey                 |
| 685557 | 2009 UR118               | 23 ottobre 2009   | Mount Lemmon Survey                 |
| 685558 | 2009 UL122               | 15 ottobre 2009   | W. Bickel                           |
| 685559 | 2009 UV122               | 26 ottobre 2009   | Mount Lemmon Survey                 |
| 685560 | 2009 UY122               | 28 ottobre 2005   | Mount Lemmon Survey                 |
| 685561 | 2009 UU139               | 28 gennaio 2011   | Mount Lemmon Survey                 |
| 685562 | 2009 UL142               | 18 ottobre 2009   | Mount Lemmon Survey                 |
| 685563 | 2009 UJ143               | 18 ottobre 2009   | Mount Lemmon Survey                 |
| 685564 | 2009 UO150               | 18 ottobre 2009   | Mount Lemmon Survey                 |
| 685565 | 2009 UK161               | 16 ottobre 2009   | Mount Lemmon Survey                 |
| 685566 | 2009 UV161               | 17 ottobre 2009   | Mount Lemmon Survey                 |
| 685567 | 2009 UZ161               | 27 novembre 2014  | Pan-STARRS                          |
| 685568 | 2009 UA162               | 10 dicembre 2010  | Mount Lemmon Survey                 |
| 685569 | 2009 UE162               | 27 ottobre 2009   | Mount Lemmon Survey                 |
| 685570 | 2009 US162               | 18 ottobre 2009   | Mount Lemmon Survey                 |
| 685571 | 2009 UQ164               | 19 aprile 2013    | Pan-STARRS                          |
| 685572 | 2009 UA165               | 28 luglio 2014    | Pan-STARRS                          |
| 685573 | 2009 UF166               | 7 giugno 2013     | Pan-STARRS                          |
| 685574 | 2009 UH166               | 24 ottobre 2009   | Mount Lemmon Survey                 |
| 685575 | 2009 UP166               | 14 settembre 2013 | Mount Lemmon Survey                 |
| 685576 | 2009 UB168               | 2 giugno 2013     | Spacewatch                          |
| 685577 | 2009 UU169               | 21 settembre 2009 | Mount Lemmon Survey                 |
| 685578 | 2009 UJ171               | 12 ottobre 2015   | Pan-STARRS                          |
| 685579 | 2009 UK171               | 23 gennaio 2015   | Pan-STARRS                          |
| 685580 | 2009 UZ173               | 21 ottobre 2009   | Mount Lemmon Survey                 |
| 685581 | 2009 UD174               | 23 ottobre 2009   | Mount Lemmon Survey                 |
| 685582 | 2009 UB176               | 21 ottobre 2009   | Mount Lemmon Survey                 |
| 685583 | 2009 UH176               | 24 ottobre 2009   | Spacewatch                          |
| 685584 | 2009 UT179               | 18 ottobre 2009   | Mount Lemmon Survey                 |
| 685585 | 2009 UY180               | 24 ottobre 2009   | Spacewatch                          |
| 685586 | 2009 UX181               | 16 ottobre 2009   | Mount Lemmon Survey                 |
| 685587 | 2009 UY183               | 18 ottobre 2009   | Mount Lemmon Survey                 |
| 685588 | 2009 UR184               | 25 ottobre 2009   | Spacewatch                          |
| 685589 | 2009 UX184               | 26 ottobre 2009   | Spacewatch                          |
| 685590 | 2009 UA187               | 18 ottobre 2009   | Mount Lemmon Survey                 |
| 685591 | 2009 UT188               | 16 ottobre 2009   | Mount Lemmon Survey                 |
| 685592 | 2009 UT190               | 22 ottobre 2009   | Mount Lemmon Survey                 |
| 685593 | 2009 UY192               | 18 gennaio 2004   | Spacewatch                          |
| 685594 | 2009 UF194               | 23 ottobre 2009   | Mount Lemmon Survey                 |
| 685595 | 2009 UG196               | 20 aprile 2015    | CTIO-DECam                          |
| 685596 | 2009 VK3                 | 17 ottobre 2009   | CSS                                 |
| 685597 | 2009 VW4                 | 18 ottobre 2009   | Spacewatch                          |
| 685598 | 2009 VY5                 | 8 novembre 2009   | Mount Lemmon Survey                 |
| 685599 | 2009 VL17                | 8 novembre 2009   | Mount Lemmon Survey                 |
| 685600 | 2009 VT21                | 9 novembre 2009   | Mount Lemmon Survey                 |

## 685601–685700
| Nome   | Designazione provvisoria | Data di scoperta  | Scopritore                    |
| ------ | ------------------------ | ----------------- | ----------------------------- |
| 685601 | 2009 VL27                | 29 settembre 2005 | Spacewatch                    |
| 685602 | 2009 VL30                | 9 novembre 2009   | Mount Lemmon Survey           |
| 685603 | 2009 VN31                | 9 novembre 2009   | Mount Lemmon Survey           |
| 685604 | 2009 VN33                | 26 ottobre 2009   | Mount Lemmon Survey           |
| 685605 | 2009 VD35                | 10 novembre 2009  | Mount Lemmon Survey           |
| 685606 | 2009 VD38                | 23 ottobre 2009   | Spacewatch                    |
| 685607 | 2009 VT39                | 26 ottobre 2009   | Spacewatch                    |
| 685608 | 2009 VL49                | 27 ottobre 2009   | Mount Lemmon Survey           |
| 685609 | 2009 VF54                | 24 ottobre 2009   | Spacewatch                    |
| 685610 | 2009 VB56                | 24 ottobre 2009   | Spacewatch                    |
| 685611 | 2009 VT56                | 11 novembre 2009  | Mount Lemmon Survey           |
| 685612 | 2009 VJ60                | 15 dicembre 2006  | Spacewatch                    |
| 685613 | 2009 VG64                | 8 novembre 2009   | Mount Lemmon Survey           |
| 685614 | 2009 VX66                | 9 novembre 2009   | Spacewatch                    |
| 685615 | 2009 VC67                | 9 novembre 2009   | Spacewatch                    |
| 685616 | 2009 VZ69                | 9 novembre 2009   | Spacewatch                    |
| 685617 | 2009 VK70                | 16 ottobre 2009   | Mount Lemmon Survey           |
| 685618 | 2009 VK74                | 24 ottobre 2009   | Spacewatch                    |
| 685619 | 2009 VR74                | 17 settembre 2009 | Mount Lemmon Survey           |
| 685620 | 2009 VU74                | 11 novembre 2009  | Spacewatch                    |
| 685621 | 2009 VM76                | 15 novembre 2009  | CSS                           |
| 685622 | 2009 VA85                | 10 novembre 2009  | Spacewatch                    |
| 685623 | 2009 VU85                | 10 novembre 2009  | Spacewatch                    |
| 685624 | 2009 VZ87                | 12 marzo 2007     | Mount Lemmon Survey           |
| 685625 | 2009 VH94                | 10 novembre 2009  | Spacewatch                    |
| 685626 | 2009 VO95                | 10 novembre 2009  | Spacewatch                    |
| 685627 | 2009 VH97                | 9 novembre 2009   | Spacewatch                    |
| 685628 | 2009 VR97                | 9 novembre 2009   | Spacewatch                    |
| 685629 | 2009 VA99                | 9 novembre 2009   | Mount Lemmon Survey           |
| 685630 | 2009 VM100               | 21 ottobre 2003   | Spacewatch                    |
| 685631 | 2009 VX110               | 21 settembre 2009 | Mount Lemmon Survey           |
| 685632 | 2009 VZ111               | 16 settembre 2009 | Mount Lemmon Survey           |
| 685633 | 2009 VM114               | 10 novembre 2009  | Mount Lemmon Survey           |
| 685634 | 2009 VE119               | 16 novembre 2003  | Spacewatch                    |
| 685635 | 2009 VM119               | 9 novembre 2009   | Spacewatch                    |
| 685636 | 2009 VU119               | 22 dicembre 2016  | Pan-STARRS                    |
| 685637 | 2009 VV119               | 16 novembre 2002  | NEAT                          |
| 685638 | 2009 VD120               | 27 ottobre 2009   | Spacewatch                    |
| 685639 | 2009 VP120               | 2 marzo 2011      | Mount Lemmon Survey           |
| 685640 | 2009 VT120               | 10 novembre 2009  | Spacewatch                    |
| 685641 | 2009 VB121               | 11 novembre 2009  | Mount Lemmon Survey           |
| 685642 | 2009 VC122               | 9 novembre 2009   | Spacewatch                    |
| 685643 | 2009 VU124               | 28 agosto 2014    | Pan-STARRS                    |
| 685644 | 2009 VV125               | 11 novembre 2009  | Spacewatch                    |
| 685645 | 2009 VW125               | 11 novembre 2009  | Spacewatch                    |
| 685646 | 2009 VX125               | 10 novembre 2009  | Spacewatch                    |
| 685647 | 2009 VR126               | 11 novembre 2009  | Spacewatch                    |
| 685648 | 2009 VZ126               | 8 novembre 2009   | Mount Lemmon Survey           |
| 685649 | 2009 VJ127               | 10 novembre 2009  | Mount Lemmon Survey           |
| 685650 | 2009 VG131               | 8 novembre 2009   | Mount Lemmon Survey           |
| 685651 | 2009 WN2                 | 16 novembre 2009  | Mount Lemmon Survey           |
| 685652 | 2009 WF12                | 14 ottobre 2009   | CSS                           |
| 685653 | 2009 WM16                | 28 maggio 2008    | Mount Lemmon Survey           |
| 685654 | 2009 WN27                | 25 ottobre 2009   | Spacewatch                    |
| 685655 | 2009 WG30                | 17 settembre 2003 | G. J. Garradd, R. H. McNaught |
| 685656 | 2009 WO30                | 25 ottobre 2005   | Mount Lemmon Survey           |
| 685657 | 2009 WZ32                | 16 novembre 2009  | Spacewatch                    |
| 685658 | 2009 WN49                | 13 dicembre 2006  | Spacewatch                    |
| 685659 | 2009 WT57                | 16 novembre 2009  | Mount Lemmon Survey           |
| 685660 | 2009 WN58                | 16 novembre 2009  | Mount Lemmon Survey           |
| 685661 | 2009 WV59                | 16 novembre 2009  | Mount Lemmon Survey           |
| 685662 | 2009 WW59                | 26 gennaio 2006   | Spacewatch                    |
| 685663 | 2009 WH60                | 16 novembre 2009  | Mount Lemmon Survey           |
| 685664 | 2009 WF63                | 16 novembre 2009  | Mount Lemmon Survey           |
| 685665 | 2009 WS63                | 16 novembre 2009  | Mount Lemmon Survey           |
| 685666 | 2009 WR65                | 17 novembre 2009  | Mount Lemmon Survey           |
| 685667 | 2009 WO66                | 17 novembre 2009  | Mount Lemmon Survey           |
| 685668 | 2009 WP66                | 17 novembre 2009  | Mount Lemmon Survey           |
| 685669 | 2009 WM67                | 17 novembre 2009  | Mount Lemmon Survey           |
| 685670 | 2009 WA68                | 17 novembre 2009  | Mount Lemmon Survey           |
| 685671 | 2009 WT68                | 17 novembre 2009  | Mount Lemmon Survey           |
| 685672 | 2009 WZ68                | 12 ottobre 2009   | Mount Lemmon Survey           |
| 685673 | 2009 WJ69                | 21 ottobre 2003   | Spacewatch                    |
| 685674 | 2009 WL76                | 2 marzo 2006      | Mount Lemmon Survey           |
| 685675 | 2009 WE79                | 26 ottobre 2009   | Spacewatch                    |
| 685676 | 2009 WC82                | 22 agosto 2003    | NEAT                          |
| 685677 | 2009 WA86                | 19 novembre 2009  | Spacewatch                    |
| 685678 | 2009 WD87                | 21 ottobre 2003   | Spacewatch                    |
| 685679 | 2009 WR88                | 19 novembre 2009  | Spacewatch                    |
| 685680 | 2009 WG97                | 20 novembre 2009  | Mount Lemmon Survey           |
| 685681 | 2009 WV97                | 8 novembre 2009   | Spacewatch                    |
| 685682 | 2009 WE103               | 22 novembre 2009  | Mount Lemmon Survey           |
| 685683 | 2009 WH107               | 23 ottobre 2009   | Mount Lemmon Survey           |
| 685684 | 2009 WT108               | 16 novembre 2009  | Mount Lemmon Survey           |
| 685685 | 2009 WR109               | 17 novembre 2009  | Mount Lemmon Survey           |
| 685686 | 2009 WS111               | 2 novembre 2005   | Mount Lemmon Survey           |
| 685687 | 2009 WK114               | 19 ottobre 1998   | Spacewatch                    |
| 685688 | 2009 WA117               | 20 novembre 2009  | Spacewatch                    |
| 685689 | 2009 WX117               | 20 novembre 2009  | Spacewatch                    |
| 685690 | 2009 WH120               | 1 dicembre 2005   | Mount Lemmon Survey           |
| 685691 | 2009 WS121               | 20 novembre 2009  | Spacewatch                    |
| 685692 | 2009 WY122               | 8 novembre 2009   | Spacewatch                    |
| 685693 | 2009 WB126               | 23 ottobre 2003   | Spacewatch                    |
| 685694 | 2009 WM129               | 20 novembre 2009  | Mount Lemmon Survey           |
| 685695 | 2009 WF131               | 20 novembre 2009  | Spacewatch                    |
| 685696 | 2009 WR131               | 20 novembre 2009  | Mount Lemmon Survey           |
| 685697 | 2009 WB135               | 11 novembre 2004  | Spacewatch                    |
| 685698 | 2009 WQ144               | 20 novembre 2004  | Spacewatch                    |
| 685699 | 2009 WV144               | 3 gennaio 2014    | Spacewatch                    |
| 685700 | 2009 WX147               | 28 settembre 2009 | Mount Lemmon Survey           |

## 685701–685800
| Nome   | Designazione provvisoria | Data di scoperta  | Scopritore                   |
| ------ | ------------------------ | ----------------- | ---------------------------- |
| 685701 | 2009 WG151               | 19 novembre 2009  | Mount Lemmon Survey          |
| 685702 | 2009 WE152               | 19 novembre 2009  | Mount Lemmon Survey          |
| 685703 | 2009 WG153               | 19 novembre 2009  | Mount Lemmon Survey          |
| 685704 | 2009 WR161               | 16 ottobre 2009   | Mount Lemmon Survey          |
| 685705 | 2009 WP163               | 21 novembre 2009  | Spacewatch                   |
| 685706 | 2009 WE164               | 8 novembre 2009   | Mount Lemmon Survey          |
| 685707 | 2009 WD166               | 21 novembre 2009  | Spacewatch                   |
| 685708 | 2009 WD168               | 22 novembre 2009  | Spacewatch                   |
| 685709 | 2009 WC170               | 22 novembre 2009  | Spacewatch                   |
| 685710 | 2009 WT171               | 18 ottobre 2003   | Spacewatch                   |
| 685711 | 2009 WC173               | 22 novembre 2009  | Mount Lemmon Survey          |
| 685712 | 2009 WU174               | 22 novembre 2009  | Spacewatch                   |
| 685713 | 2009 WP179               | 9 novembre 2009   | Mount Lemmon Survey          |
| 685714 | 2009 WF180               | 23 novembre 2009  | Spacewatch                   |
| 685715 | 2009 WG180               | 23 novembre 2009  | Spacewatch                   |
| 685716 | 2009 WK181               | 23 novembre 2009  | Spacewatch                   |
| 685717 | 2009 WQ182               | 23 novembre 2009  | Mount Lemmon Survey          |
| 685718 | 2009 WZ185               | 24 novembre 2009  | Mount Lemmon Survey          |
| 685719 | 2009 WG188               | 18 ottobre 2009   | Mount Lemmon Survey          |
| 685720 | 2009 WO189               | 24 novembre 2009  | Spacewatch                   |
| 685721 | 2009 WR189               | 16 novembre 2009  | Spacewatch                   |
| 685722 | 2009 WZ189               | 24 novembre 2009  | Spacewatch                   |
| 685723 | 2009 WL196               | 25 novembre 2009  | Mount Lemmon Survey          |
| 685724 | 2009 WM197               | 25 novembre 2009  | Mount Lemmon Survey          |
| 685725 | 2009 WK198               | 30 agosto 2005    | Spacewatch                   |
| 685726 | 2009 WX201               | 26 novembre 2009  | Mount Lemmon Survey          |
| 685727 | 2009 WH205               | 17 novembre 2009  | Spacewatch                   |
| 685728 | 2009 WB207               | 25 aprile 2007    | Spacewatch                   |
| 685729 | 2009 WW212               | 18 novembre 2009  | Spacewatch                   |
| 685730 | 2009 WB214               | 19 novembre 2009  | Spacewatch                   |
| 685731 | 2009 WA219               | 6 aprile 2008     | Mount Lemmon Survey          |
| 685732 | 2009 WT223               | 16 novembre 2009  | Mount Lemmon Survey          |
| 685733 | 2009 WS225               | 19 dicembre 2004  | Mount Lemmon Survey          |
| 685734 | 2009 WJ227               | 29 ottobre 2005   | Mount Lemmon Survey          |
| 685735 | 2009 WW228               | 23 ottobre 2009   | Mount Lemmon Survey          |
| 685736 | 2009 WH230               | 17 novembre 2009  | Mount Lemmon Survey          |
| 685737 | 2009 WY230               | 17 novembre 2009  | Mount Lemmon Survey          |
| 685738 | 2009 WW235               | 20 novembre 2009  | Mount Lemmon Survey          |
| 685739 | 2009 WP236               | 23 novembre 2009  | T. V. Kryachko, B. Satovskij |
| 685740 | 2009 WN239               | 17 novembre 2009  | Spacewatch                   |
| 685741 | 2009 WR241               | 18 novembre 2009  | Mount Lemmon Survey          |
| 685742 | 2009 WX241               | 18 novembre 2009  | Mount Lemmon Survey          |
| 685743 | 2009 WZ242               | 19 novembre 2009  | Spacewatch                   |
| 685744 | 2009 WQ243               | 19 novembre 2009  | Spacewatch                   |
| 685745 | 2009 WS258               | 27 novembre 2009  | Mount Lemmon Survey          |
| 685746 | 2009 WM259               | 17 gennaio 2007   | Spacewatch                   |
| 685747 | 2009 WN261               | 17 novembre 2009  | CSS                          |
| 685748 | 2009 WC273               | 30 maggio 2016    | Pan-STARRS                   |
| 685749 | 2009 WE273               | 14 dicembre 2015  | Pan-STARRS                   |
| 685750 | 2009 WY273               | 17 novembre 2009  | Mount Lemmon Survey          |
| 685751 | 2009 WP274               | 3 maggio 2016     | Pan-STARRS                   |
| 685752 | 2009 WA275               | 2 settembre 2014  | Pan-STARRS                   |
| 685753 | 2009 WD275               | 15 maggio 2012    | Pan-STARRS                   |
| 685754 | 2009 WF275               | 2 novembre 2013   | Mount Lemmon Survey          |
| 685755 | 2009 WN278               | 29 settembre 2008 | Spacewatch                   |
| 685756 | 2009 WO278               | 30 gennaio 2011   | Mount Lemmon Survey          |
| 685757 | 2009 WR278               | 2 ottobre 2014    | Pan-STARRS                   |
| 685758 | 2009 WZ278               | 21 novembre 2009  | Mount Lemmon Survey          |
| 685759 | 2009 WP279               | 16 luglio 2013    | Pan-STARRS                   |
| 685760 | 2009 WW279               | 24 novembre 2009  | Spacewatch                   |
| 685761 | 2009 WM280               | 5 dicembre 2015   | Pan-STARRS                   |
| 685762 | 2009 WU280               | 7 dicembre 2015   | Pan-STARRS                   |
| 685763 | 2009 WP281               | 7 ottobre 2013    | Mount Lemmon Survey          |
| 685764 | 2009 WR281               | 15 gennaio 2015   | Pan-STARRS                   |
| 685765 | 2009 WZ281               | 24 novembre 2009  | Spacewatch                   |
| 685766 | 2009 WJ282               | 15 ottobre 2017   | Mount Lemmon Survey          |
| 685767 | 2009 WW282               | 17 novembre 2009  | Mount Lemmon Survey          |
| 685768 | 2009 WZ284               | 1 novembre 2013   | Spacewatch                   |
| 685769 | 2009 WB285               | 22 novembre 2009  | Spacewatch                   |
| 685770 | 2009 WG286               | 22 novembre 2009  | Spacewatch                   |
| 685771 | 2009 WB287               | 9 maggio 2011     | Mount Lemmon Survey          |
| 685772 | 2009 WK287               | 1 novembre 2013   | Mount Lemmon Survey          |
| 685773 | 2009 WE288               | 26 novembre 2009  | Mount Lemmon Survey          |
| 685774 | 2009 WF288               | 17 novembre 2009  | Mount Lemmon Survey          |
| 685775 | 2009 WE289               | 24 novembre 2009  | Spacewatch                   |
| 685776 | 2009 WS291               | 21 novembre 2009  | Spacewatch                   |
| 685777 | 2009 WD295               | 8 novembre 2009   | Spacewatch                   |
| 685778 | 2009 WJ299               | 23 novembre 2009  | Mount Lemmon Survey          |
| 685779 | 2009 WX299               | 24 novembre 2009  | Spacewatch                   |
| 685780 | 2009 WB301               | 24 novembre 2009  | Spacewatch                   |
| 685781 | 2009 XD2                 | 29 giugno 2005    | Spacewatch                   |
| 685782 | 2009 XX3                 | 10 dicembre 2009  | Mount Lemmon Survey          |
| 685783 | 2009 XP4                 | 10 dicembre 2009  | Mount Lemmon Survey          |
| 685784 | 2009 XY4                 | 10 dicembre 2009  | Mount Lemmon Survey          |
| 685785 | 2009 XN5                 | 10 dicembre 2009  | Mount Lemmon Survey          |
| 685786 | 2009 XX6                 | 20 novembre 2009  | Spacewatch                   |
| 685787 | 2009 XM12                | 11 dicembre 2009  | CSS                          |
| 685788 | 2009 XQ21                | 10 dicembre 2009  | Mount Lemmon Survey          |
| 685789 | 2009 XS26                | 27 novembre 2013  | Pan-STARRS                   |
| 685790 | 2009 XY26                | 29 maggio 2012    | Mount Lemmon Survey          |
| 685791 | 2009 XZ26                | 25 ottobre 2013   | Mount Lemmon Survey          |
| 685792 | 2009 XC27                | 26 novembre 2013  | Pan-STARRS                   |
| 685793 | 2009 YV2                 | 17 dicembre 2009  | Mount Lemmon Survey          |
| 685794 | 2009 YW3                 | 17 dicembre 2009  | Spacewatch                   |
| 685795 | 2009 YX6                 | 14 ottobre 2004   | K. Černis, J. Zdanavičius    |
| 685796 | 2009 YR8                 | 30 luglio 2008    | Spacewatch                   |
| 685797 | 2009 YR12                | 6 aprile 2005     | Mount Lemmon Survey          |
| 685798 | 2009 YE24                | 17 dicembre 2009  | LINEAR                       |
| 685799 | 2009 YR26                | 17 dicembre 2009  | Pan-STARRS                   |
| 685800 | 2009 YO27                | 22 maggio 2011    | Mount Lemmon Survey          |

## 685801–685900
| Nome   | Designazione provvisoria | Data di scoperta  | Scopritore          |
| ------ | ------------------------ | ----------------- | ------------------- |
| 685801 | 2009 YZ27                | 19 dicembre 2009  | Mount Lemmon Survey |
| 685802 | 2009 YC28                | 28 marzo 2012     | Spacewatch          |
| 685803 | 2009 YY28                | 18 dicembre 2009  | Mount Lemmon Survey |
| 685804 | 2009 YO30                | 12 febbraio 2011  | Mount Lemmon Survey |
| 685805 | 2009 YN31                | 2 gennaio 2017    | Pan-STARRS          |
| 685806 | 2009 YO32                | 18 dicembre 2009  | Mount Lemmon Survey |
| 685807 | 2009 YZ32                | 18 dicembre 2009  | Spacewatch          |
| 685808 | 2009 YE33                | 17 dicembre 2009  | Mount Lemmon Survey |
| 685809 | 2009 YT34                | 18 dicembre 2009  | Mount Lemmon Survey |
| 685810 | 2010 AL7                 | 6 gennaio 2010    | Spacewatch          |
| 685811 | 2010 AT14                | 7 gennaio 2010    | Mount Lemmon Survey |
| 685812 | 2010 AS16                | 7 gennaio 2010    | Mount Lemmon Survey |
| 685813 | 2010 AT17                | 7 gennaio 2010    | Mount Lemmon Survey |
| 685814 | 2010 AG29                | 8 gennaio 2010    | Mount Lemmon Survey |
| 685815 | 2010 AN35                | 9 ottobre 2008    | Mount Lemmon Survey |
| 685816 | 2010 AG44                | 23 gennaio 2006   | Spacewatch          |
| 685817 | 2010 AP45                | 7 gennaio 2010    | Mount Lemmon Survey |
| 685818 | 2010 AB47                | 15 dicembre 2009  | Mount Lemmon Survey |
| 685819 | 2010 AK58                | 3 settembre 2008  | Spacewatch          |
| 685820 | 2010 AL69                | 12 gennaio 2010   | CSS                 |
| 685821 | 2010 AD72                | 16 dicembre 2009  | Mount Lemmon Survey |
| 685822 | 2010 AZ76                | 7 gennaio 2010    | CSS                 |
| 685823 | 2010 AW140               | 13 aprile 2015    | Mount Lemmon Survey |
| 685824 | 2010 AU141               | 27 novembre 2009  | Spacewatch          |
| 685825 | 2010 AH142               | 6 gennaio 2010    | Mount Lemmon Survey |
| 685826 | 2010 AP142               | 6 gennaio 2010    | Mount Lemmon Survey |
| 685827 | 2010 AB154               | 5 luglio 2016     | Mount Lemmon Survey |
| 685828 | 2010 AD154               | 20 dicembre 2009  | Mount Lemmon Survey |
| 685829 | 2010 AH154               | 21 novembre 2009  | Spacewatch          |
| 685830 | 2010 AO154               | 27 novembre 2013  | Pan-STARRS          |
| 685831 | 2010 AA155               | 8 novembre 2013   | Mount Lemmon Survey |
| 685832 | 2010 AJ155               | 3 luglio 2011     | Mount Lemmon Survey |
| 685833 | 2010 AQ155               | 18 febbraio 2015  | Pan-STARRS          |
| 685834 | 2010 AS155               | 16 giugno 2012    | Pan-STARRS          |
| 685835 | 2010 AH157               | 15 settembre 2013 | Pan-STARRS          |
| 685836 | 2010 AJ157               | 15 gennaio 2010   | Mount Lemmon Survey |
| 685837 | 2010 AX157               | 25 dicembre 2013  | Pan-STARRS          |
| 685838 | 2010 AK158               | 22 settembre 2017 | Pan-STARRS          |
| 685839 | 2010 AS159               | 24 marzo 2015     | Pan-STARRS          |
| 685840 | 2010 AM160               | 16 febbraio 2015  | Pan-STARRS          |
| 685841 | 2010 AS161               | 15 gennaio 2010   | CSS                 |
| 685842 | 2010 AT163               | 9 ottobre 2015    | Pan-STARRS          |
| 685843 | 2010 AP164               | 11 gennaio 2010   | Spacewatch          |
| 685844 | 2010 BW2                 | 17 dicembre 2009  | Mount Lemmon Survey |
| 685845 | 2010 BE3                 | 18 gennaio 2010   | C. Rinner, F. Kugel |
| 685846 | 2010 BQ134               | 14 febbraio 2005  | Spacewatch          |
| 685847 | 2010 BV134               | 24 marzo 2012     | Mount Lemmon Survey |
| 685848 | 2010 BC150               | 25 febbraio 2017  | Pan-STARRS          |
| 685849 | 2010 CH30                | 9 febbraio 2010   | Mount Lemmon Survey |
| 685850 | 2010 CY34                | 10 febbraio 2010  | Spacewatch          |
| 685851 | 2010 CB35                | 10 febbraio 2010  | Spacewatch          |
| 685852 | 2010 CW37                | 13 febbraio 2010  | Mount Lemmon Survey |
| 685853 | 2010 CU38                | 13 febbraio 2010  | Mount Lemmon Survey |
| 685854 | 2010 CX62                | 12 gennaio 2010   | Mount Lemmon Survey |
| 685855 | 2010 CU64                | 9 febbraio 2010   | Mount Lemmon Survey |
| 685856 | 2010 CH66                | 9 febbraio 2010   | Mount Lemmon Survey |
| 685857 | 2010 CR73                | 30 gennaio 2006   | Spacewatch          |
| 685858 | 2010 CK75                | 13 febbraio 2010  | Mount Lemmon Survey |
| 685859 | 2010 CJ77                | 13 febbraio 2010  | Mount Lemmon Survey |
| 685860 | 2010 CZ81                | 13 febbraio 2010  | Mount Lemmon Survey |
| 685861 | 2010 CB86                | 8 ottobre 2008    | Mount Lemmon Survey |
| 685862 | 2010 CY87                | 10 ottobre 2008   | Spacewatch          |
| 685863 | 2010 CC91                | 14 febbraio 2010  | Mount Lemmon Survey |
| 685864 | 2010 CA92                | 14 febbraio 2010  | Mount Lemmon Survey |
| 685865 | 2010 CO99                | 14 febbraio 2010  | Mount Lemmon Survey |
| 685866 | 2010 CQ99                | 14 febbraio 2010  | Mount Lemmon Survey |
| 685867 | 2010 CU105               | 19 settembre 2007 | Mount Lemmon Survey |
| 685868 | 2010 CB109               | 14 febbraio 2010  | Mount Lemmon Survey |
| 685869 | 2010 CW111               | 12 gennaio 2010   | Spacewatch          |
| 685870 | 2010 CA113               | 14 febbraio 2010  | Mount Lemmon Survey |
| 685871 | 2010 CC113               | 14 febbraio 2010  | Mount Lemmon Survey |
| 685872 | 2010 CM115               | 30 gennaio 2003   | W. H. Ryan          |
| 685873 | 2010 CS119               | 12 gennaio 2010   | Spacewatch          |
| 685874 | 2010 CW122               | 15 febbraio 2010  | Mount Lemmon Survey |
| 685875 | 2010 CK126               | 6 settembre 2008  | CSS                 |
| 685876 | 2010 CO153               | 14 settembre 2007 | Mount Lemmon Survey |
| 685877 | 2010 CA160               | 15 febbraio 2010  | Spacewatch          |
| 685878 | 2010 CA161               | 9 febbraio 2010   | Spacewatch          |
| 685879 | 2010 CQ164               | 10 febbraio 2010  | Spacewatch          |
| 685880 | 2010 CJ165               | 10 febbraio 2010  | Spacewatch          |
| 685881 | 2010 CC168               | 15 febbraio 2010  | Mount Lemmon Survey |
| 685882 | 2010 CE171               | 29 settembre 2003 | Spacewatch          |
| 685883 | 2010 CJ172               | 15 febbraio 2010  | Spacewatch          |
| 685884 | 2010 CT176               | 10 febbraio 2010  | Spacewatch          |
| 685885 | 2010 CU177               | 7 ottobre 2008    | Mount Lemmon Survey |
| 685886 | 2010 CZ178               | 15 febbraio 2010  | Mount Lemmon Survey |
| 685887 | 2010 CX184               | 17 settembre 2003 | NEAT                |
| 685888 | 2010 CT273               | 21 marzo 2015     | Pan-STARRS          |
| 685889 | 2010 CT274               | 9 febbraio 2010   | Spacewatch          |
| 685890 | 2010 CH276               | 15 febbraio 2010  | Mount Lemmon Survey |
| 685891 | 2010 CT276               | 13 febbraio 2010  | Mount Lemmon Survey |
| 685892 | 2010 DX2                 | 23 settembre 2008 | Mount Lemmon Survey |
| 685893 | 2010 DU5                 | 18 settembre 2003 | Spacewatch          |
| 685894 | 2010 DO11                | 4 settembre 2008  | Spacewatch          |
| 685895 | 2010 DF36                | 11 gennaio 2010   | Mount Lemmon Survey |
| 685896 | 2010 DQ39                | 16 febbraio 2010  | Mount Lemmon Survey |
| 685897 | 2010 DU40                | 12 gennaio 2010   | Mount Lemmon Survey |
| 685898 | 2010 DX42                | 27 settembre 2008 | Mount Lemmon Survey |
| 685899 | 2010 DL48                | 17 febbraio 2010  | Mount Lemmon Survey |
| 685900 | 2010 DS74                | 3 settembre 2008  | Spacewatch          |

## 685901–686000
| Nome   | Designazione provvisoria | Data di scoperta  | Scopritore               |
| ------ | ------------------------ | ----------------- | ------------------------ |
| 685901 | 2010 DG79                | 18 febbraio 2010  | Mount Lemmon Survey      |
| 685902 | 2010 DY91                | 23 ottobre 2012   | Pan-STARRS               |
| 685903 | 2010 DF106               | 21 febbraio 2010  | Pan-STARRS               |
| 685904 | 2010 DQ106               | 27 marzo 2015     | Pan-STARRS               |
| 685905 | 2010 DY106               | 13 agosto 2012    | Pan-STARRS               |
| 685906 | 2010 DC107               | 16 ottobre 2012   | Mount Lemmon Survey      |
| 685907 | 2010 DA108               | 17 febbraio 2010  | Spacewatch               |
| 685908 | 2010 DO109               | 17 febbraio 2010  | Spacewatch               |
| 685909 | 2010 DZ109               | 23 maggio 2014    | Pan-STARRS               |
| 685910 | 2010 DL110               | 14 luglio 2016    | Pan-STARRS               |
| 685911 | 2010 DQ110               | 25 aprile 2015    | Pan-STARRS               |
| 685912 | 2010 DR110               | 7 agosto 2016     | Pan-STARRS               |
| 685913 | 2010 DL112               | 18 febbraio 2010  | Mount Lemmon Survey      |
| 685914 | 2010 DP112               | 17 febbraio 2010  | Spacewatch               |
| 685915 | 2010 DS112               | 17 febbraio 2010  | Spacewatch               |
| 685916 | 2010 DK114               | 17 febbraio 2010  | Spacewatch               |
| 685917 | 2010 DS115               | 29 ottobre 2017   | Pan-STARRS               |
| 685918 | 2010 DO116               | 16 febbraio 2010  | Spacewatch               |
| 685919 | 2010 EG12                | 7 marzo 2010      | R. Apitzsch              |
| 685920 | 2010 EB41                | 20 novembre 2008  | Spacewatch               |
| 685921 | 2010 ES41                | 12 marzo 2010     | Spacewatch               |
| 685922 | 2010 EH42                | 9 marzo 2010      | M. Schwartz, L. Elenin   |
| 685923 | 2010 EZ66                | 12 marzo 2010     | Spacewatch               |
| 685924 | 2010 EK68                | 12 marzo 2010     | Mount Lemmon Survey      |
| 685925 | 2010 EM71                | 13 marzo 2010     | Mount Lemmon Survey      |
| 685926 | 2010 EX71                | 13 marzo 2010     | Mount Lemmon Survey      |
| 685927 | 2010 EU73                | 17 aprile 1996    | Spacewatch               |
| 685928 | 2010 EL79                | 12 marzo 2010     | Mount Lemmon Survey      |
| 685929 | 2010 ER79                | 4 maggio 2006     | Mount Lemmon Survey      |
| 685930 | 2010 EF88                | 14 marzo 2010     | Spacewatch               |
| 685931 | 2010 EP89                | 14 marzo 2010     | Spacewatch               |
| 685932 | 2010 EL94                | 30 ottobre 2005   | Spacewatch               |
| 685933 | 2010 EA96                | 14 marzo 2010     | Mount Lemmon Survey      |
| 685934 | 2010 EL101               | 15 marzo 2010     | Mount Lemmon Survey      |
| 685935 | 2010 EE106               | 8 novembre 2008   | Mount Lemmon Survey      |
| 685936 | 2010 EP123               | 12 settembre 2007 | Mount Lemmon Survey      |
| 685937 | 2010 EU131               | 15 marzo 2010     | Spacewatch               |
| 685938 | 2010 ER133               | 15 marzo 2010     | Spacewatch               |
| 685939 | 2010 EY137               | 7 marzo 2017      | Mount Lemmon Survey      |
| 685940 | 2010 ET141               | 13 marzo 2010     | Mount Lemmon Survey      |
| 685941 | 2010 EP177               | 26 agosto 2016    | Pan-STARRS               |
| 685942 | 2010 ER188               | 14 marzo 2010     | Spacewatch               |
| 685943 | 2010 EX189               | 4 marzo 2010      | Spacewatch               |
| 685944 | 2010 EF190               | 13 marzo 2010     | Mount Lemmon Survey      |
| 685945 | 2010 EL190               | 3 febbraio 2017   | Pan-STARRS               |
| 685946 | 2010 FF                  | 16 settembre 2004 | Spacewatch               |
| 685947 | 2010 FT1                 | 6 novembre 2005   | Mount Lemmon Survey      |
| 685948 | 2010 FB3                 | 1 ottobre 2008    | Mount Lemmon Survey      |
| 685949 | 2010 FO6                 | 21 settembre 2008 | Mount Lemmon Survey      |
| 685950 | 2010 FZ11                | 21 febbraio 2003  | NEAT                     |
| 685951 | 2010 FT15                | 23 marzo 2006     | Spacewatch               |
| 685952 | 2010 FO17                | 18 marzo 2010     | Mount Lemmon Survey      |
| 685953 | 2010 FY18                | 18 marzo 2010     | Mount Lemmon Survey      |
| 685954 | 2010 FC23                | 12 settembre 2007 | Mount Lemmon Survey      |
| 685955 | 2010 FM23                | 18 marzo 2010     | Mount Lemmon Survey      |
| 685956 | 2010 FD26                | 19 marzo 2010     | Mount Lemmon Survey      |
| 685957 | 2010 FK29                | 20 marzo 2010     | Mount Lemmon Survey      |
| 685958 | 2010 FZ54                | 21 marzo 2010     | Spacewatch               |
| 685959 | 2010 FU82                | 5 aprile 2005     | NEAT                     |
| 685960 | 2010 FV83                | 13 marzo 2010     | Spacewatch               |
| 685961 | 2010 FV95                | 18 marzo 2010     | Mount Lemmon Survey      |
| 685962 | 2010 FF100               | 18 marzo 2010     | Spacewatch               |
| 685963 | 2010 FY126               | 21 settembre 2017 | Pan-STARRS               |
| 685964 | 2010 FE128               | 3 ottobre 2013    | Mount Lemmon Survey      |
| 685965 | 2010 FN130               | 16 gennaio 2017   | Pan-STARRS               |
| 685966 | 2010 FS137               | 18 marzo 2010     | Spacewatch               |
| 685967 | 2010 FH139               | 7 novembre 2015   | Mount Lemmon Survey      |
| 685968 | 2010 FW140               | 22 marzo 2015     | Pan-STARRS               |
| 685969 | 2010 FP141               | 16 marzo 2010     | Mount Lemmon Survey      |
| 685970 | 2010 FZ141               | 20 aprile 2015    | Pan-STARRS               |
| 685971 | 2010 FA143               | 17 marzo 2010     | Mount Lemmon Survey      |
| 685972 | 2010 FD143               | 21 marzo 2010     | Spacewatch               |
| 685973 | 2010 FJ143               | 19 marzo 2010     | Mount Lemmon Survey      |
| 685974 | 2010 FQ145               | 20 marzo 2010     | Spacewatch               |
| 685975 | 2010 FB146               | 19 marzo 2010     | Mount Lemmon Survey      |
| 685976 | 2010 GO23                | 5 aprile 2010     | G. Hug                   |
| 685977 | 2010 GR97                | 8 aprile 2010     | Spacewatch               |
| 685978 | 2010 GG101               | 5 aprile 2010     | Spacewatch               |
| 685979 | 2010 GN101               | 4 marzo 2005      | Mount Lemmon Survey      |
| 685980 | 2010 GH109               | 8 aprile 2010     | PMO NEO                  |
| 685981 | 2010 GW120               | 13 settembre 2007 | Mount Lemmon Survey      |
| 685982 | 2010 GX121               | 12 aprile 2010    | Mount Lemmon Survey      |
| 685983 | 2010 GN122               | 13 aprile 2010    | Mount Lemmon Survey      |
| 685984 | 2010 GD126               | 10 aprile 2010    | Spacewatch               |
| 685985 | 2010 GF129               | 14 febbraio 2010  | Spacewatch               |
| 685986 | 2010 GV129               | 7 aprile 2010     | Spacewatch               |
| 685987 | 2010 GH132               | 10 aprile 2010    | Mount Lemmon Survey      |
| 685988 | 2010 GA133               | 10 aprile 2010    | Spacewatch               |
| 685989 | 2010 GD139               | 7 aprile 2010     | Spacewatch               |
| 685990 | 2010 GR139               | 7 aprile 2010     | Mount Lemmon Survey      |
| 685991 | 2010 GP140               | 1 aprile 2003     | M. W. Buie, A. B. Jordan |
| 685992 | 2010 GJ142               | 9 aprile 2010     | Spacewatch               |
| 685993 | 2010 GQ182               | 14 luglio 2016    | Pan-STARRS               |
| 685994 | 2010 GR200               | 13 maggio 2015    | Pan-STARRS               |
| 685995 | 2010 GW200               | 11 giugno 2015    | Pan-STARRS               |
| 685996 | 2010 GQ202               | 25 aprile 2015    | Pan-STARRS               |
| 685997 | 2010 GZ204               | 10 agosto 2016    | Pan-STARRS               |
| 685998 | 2010 GO205               | 9 aprile 2010     | Mount Lemmon Survey      |
| 685999 | 2010 GH207               | 7 aprile 2010     | Mount Lemmon Survey      |
| 686000 | 2010 GL207               | 15 aprile 2010    | Mount Lemmon Survey      |